# Psilogryllacris omissa
Psilogryllacris omissa är en insektsart som beskrevs av Heinrich Hugo Karny 1937. Psilogryllacris omissa ingår i släktet Psilogryllacris och familjen Gryllacrididae. Inga underarter finns listade i Catalogue of Life.